# Prix Finlande de l'Académie suédoise
Le prix Finlande de l'Académie suédoise (suédois : Svenska Akademiens Finlandspris) est décerné depuis 1966 par l'Académie suédoise pour récompenser un(e) Finlandais(e) pour son œuvre dans le domaine de la culture en langue suédoise.

## Présentation
En 2012, le montant du prix était de 100 000 couronnes suédoises.

## Lauréats du prix[2]
- 1966 – Hagar Olsson
- 1967 – Rabbe Enckell
- 1968 – Georg Henrik von Wright, philosophe
- 1969 – Tito Colliander, écrivain
- 1970 – Solveig von Schoultz
- 1971 – Bo Carpelan,écrivain
- 1972 – Tove Jansson, écrivaine
- 1973 – Rabbe Enckell
- 1974 – Olof Enckell
- 1975 – Erik Ekelund
- 1976 – Christer Kihlman
- 1977 – Olav Ahlbäck
- 1978 – Johannes Salminen
- 1979 – Erik Tawaststjerna, musicologue et pianiste
- 1980 – Lars Huldén
- 1981 – Göran Schildt
- 1982 – Oscar Nikula
- 1983 – Erik Stenius
- 1984 – Carl-Eric Thors
- 1985 – Erik Allardt
- 1986 – Torsten Steinby
- 1987 – Kai Laitinen
- 1988 – Claes Andersson, psychiatre, écrivain et homme politique
- 1989 – Matti Klinge, historien
- 1990 – Ulla-Lena Lundberg, écrivaine
- 1991 – Johan Wrede
- 1992 – Tua Forsström, poétesse
- 1993 – Jan-Magnus Jansson
- 1994 – Max Engman
- 1995 – Clas Zilliacus
- 1996 – Valdemar Nyman, écrivain
- 1997 – Kari Tarkiainen
- 1998 – Mikael Enckell
- 1999 – Ralf Långbacka
- 2000 – Finsk Tidskrift
- 2001 – Thomas Warburton
- 2002 – Märta Tikkanen, écrivaine
- 2003 – Tuva Korsström
- 2004 – Jörn Donner, cinéaste
- 2005 – Peter Sandelin
- 2006 – Rainer Knapas
- 2007 – Henrik Meinander
- 2008 – Christer Kihlman
- 2009 – Nils Erik Forsgård
- 2010 – Ann Sandelin
- 2011 – Gösta Ågren, poète et cinéaste
- 2012 – Pär Stenbäck[1]
- 2013 – Gunvor Kronman
- 2014 – Michel Ekman
- 2015 – Mikael Reuter, linguiste
- 2016 – Fred Karlsson, linguiste
- 2017 – Paavo Lipponen
- 2018 – Kjell Westö
- 2019 – Marika Tendefelt
- 2020 – pas d'attribution
- 2021 – Merete Mazzarella